# 舟本舞
舟本 舞（ふなもと まい、1985年2月19日 - ）は、日本のプロボウラー。徳島県出身。
JPBA第44期生。ライセンスNo.475（2011年交付）。所属はアソビックス。用品契約はABSアメリカンボウリングサービス。BS日テレで放送されている『ボウリング革命 P★League』（以下Pリーグ）でのキャッチフレーズは『四国のボウリングマイスター』。徳島文理大学卒業。

## 経歴
2011年のプロテストにトップ合格してプロ入りを果たす。
Pリーグには第43戦から参戦。1回戦Aグループで7連続ストライクで高得点（264点:Pリーグデビュー戦新記録:2019年現在も保持）を叩き出し、初出場で準決勝進出を果たした。
2013年4月より拠点を四国地区から東海地区に移して活動。
2020年に結婚。
2022年4月3日男児を出産。

## アマチュア時代の戦績

### 2006年
- 四国選手権大会 優勝

### 2009年
- 新潟国体2人チーム戦 準優勝

### 2010年
- 全日本選手権2人チーム戦 優勝
- 千葉国体2人チーム戦 準優勝

## プロ入り後の戦績

### 2011年
- レディース新人戦 5位

### 2012年
- 下半期女子トーナメント 10位
- ジャパンオープン女子ダブルス戦 8位
- 全日本女子プロボウリング選手権大会 8位

### 2013年
- 宮崎プロアマオープン 5位タイ
- 中日杯 2013東海女子オープン ボウリング トーナメント 11位

### 2014年
- 宮崎プロアマオープン 17位タイ

### 2015年
- プロボウリングレディース新人戦 9位